# からだであそぼ
『からだであそぼ』は、NHK教育テレビジョンで2004年4月5日から2010年3月26日まで放送された子供向け体育番組。
また、2009年から『あさだ!からだ!』として5分番組が放送されていたが、2009年度をもって終了となった。

## 概要
その名の通り、身体を使って動作（掴む・投げるなど）を教える番組であり、運動だけでなく作法を教えるコーナーもある。
基本的に2週間本放送後、次の2週間はその再放送となる。
2004年度は10分番組として放送開始。2005年度から2007年度は15分番組に拡大されるも、2008年度は『シャキーン!』の開始に伴い再び10分枠に縮小される。
2009年3月27日の放送をもって5年間続いていた『からだであそぼ』は放送終了。翌週2009年3月30日から5分番組『あさだ!からだ!』に縮小移行し、『からだであそぼ』で放送されていたコーナーを再構成して、再放送する形式になった。
2010年3月26日の放送をもって『あさだ!からだ!』も終了し、計6年間の放送に終止符を打った。後継番組は「ミニアニメ」。
番組開始時やレギュラー放送初年度は、4:3標準画質における放送を行っていたが、2年目にあたる2005年度以降よりハイビジョン放送に対応した。

## 出演者

### スタジオメンバー
- ケイン（ケイン・コスギ）
- たいき（我妻泰熙）
- あい（宗本愛）（2004年度 - 2006年度）
- せいしろう（加藤清史郎）（2006年度のみ）
- あかり（工藤あかり）（2007年度 - ）
- あつき（湯山敦紀）（2007年度 - ）

### キャラクター
- リトルボニー

### コーナー出演者
- 森山開次（2004年度放送開始時 - ）
- 小林十市（2004年度のみ）
- 市川染五郎（2005年度 - ）[2]
- 近藤良平（コンドルズ）（2005年度 - ）
- AKB48（2006年度 - 2007年度、一部メンバーのみ出演）
- 羽崎泰男（2007年度 - ）

### ナレーター
- 土田大（2004年度放送開始時 - ）
- 夏八木勲（2007年度のみ）
- 中村玉緒（2007年度のみ）

### 変遷

#### 2004年度放送開始時
- スタジオ
  - ケイン・コスギ、宗本愛、我妻泰熙
- キャラクター
  - リトルボニー
- コーナー
  - 森山開次、小林十市
- ナレーター
  - 土田大

#### 2005年度
- スタジオ
  - ケイン・コスギ、宗本愛、我妻泰熙
- キャラクター
  - リトルボニー
- コーナー
  - 森山開次、市川染五郎、近藤良平
- ナレーター
  - 土田大

#### 2006年度
- スタジオ
  - ケイン・コスギ、宗本愛、我妻泰熙、加藤清史郎
- キャラクター
  - リトルボニー
- コーナー
  - 森山開次、市川染五郎、近藤良平、AKB48
- ナレーター
  - 土田大

#### 2007年度
- スタジオ
  - ケイン・コスギ、我妻泰熙、工藤あかり、湯山敦紀
- キャラクター
  - リトルボニー
- コーナー
  - 森山開次、市川染五郎、近藤良平、AKB48、羽崎泰男
- ナレーター
  - 土田大、夏八木勲、中村玉緒

#### 2008年度（最終年度）
- スタジオ
  - ケイン・コスギ、我妻泰熙、工藤あかり、湯山敦紀
- キャラクター
  - リトルボニー
- コーナー
  - 森山開次、市川染五郎、近藤良平、羽崎泰男
- ナレーター
  - 土田大

## 放送時間
いずれも教育テレビ

### 朝
2004年度：月 - 金曜日 7:50 - 8:00
2005年 - 2006年度：月 - 金曜日 7:10 - 7:25
2007年度：月 - 金曜日 7:00 - 7:15
2008年度：月 - 金曜日 7:30 - 7:40

### 夕
- 2004年度、2008年度：月 - 金曜日 17:00 - 17:10[再]
- 2005年度、2007年度：月 - 金曜日 17:00 - 17:15[再]
- 2006年度：月 - 金曜日 17:15 - 17:30[再]

## コーナー
- 36のうごき - 「あるく」「とぶ」などの36の動きの中から毎週1つの動きを出演者が実演する。番組の核となるコーナー。
- 踊る内臓 - 森山開次がさまざまな内臓を体で表現する。2006年度以前は日替わりでさまざまなテーマを、2007年度は週ごとに36のうごきと連動した動作を表現していた（金曜日は休止となることが多い）。
- たのもう - あかり・あつき（2006年度まではあい・たいき）がさまざまなスポーツの基礎を、プロのアスリートから教わる（月曜日 - 木曜日。2005年度 - 2006年度は金曜日に総集編を放映）。
  - 2004年度 - 柔道（古賀稔彦）、ジャグリング（マサヒロ水野）、陸上（高野進）、水泳（小谷実可子）、太鼓（ヒダノ修一）、ラグビー（大八木淳史）、相撲（舞の海秀平）、歌舞伎（市川染五郎）、スケート（村主章枝）、サッカー（福田正博）
  - 2005年度 - テニス（松岡修造）、歌舞伎、トランポリン（中田大輔）、水泳、禅寺修行（曹洞宗）、レスリング（山本美憂）、バスケットボール（萩原美樹子）、殺陣（林邦史朗）、アウトドア（木村東吉）
  - 2006年度 - サッカー、バレエ（堀内元）、走り方（有森裕子）、ボクシング（畑山隆則）、バスケットボール、登山（野口健）、テニス、柔道（田辺陽子）、野球（栗山英樹）
  - 2007年度 - 声を出す（亀渕友香/あかり）、速く走る（高野進/あかり）、相撲（貴乃花光司/あつき）、泳ぐ（小谷実可子/あつき）、タップダンス（HIDEBOH/あかり）、舞楽（東儀秀樹/あかり）、スケート（勅使河原郁恵/あつき）、トランポリン（中田大輔/あかり）
  - 2008年度 - バスケットボール（萩原美樹子/あかり）、レスリング（山本聖子/あつき）、フラダンス（カレイナニ早川/あかり）、柔道（古賀稔彦/あつき）、バレーボール（ヨーコ・ゼッターランド/あつき）、京劇（張春祥/あつき）、サッカー（城彰二/あつき）、走る（朝原宣治/あつき）
- リトルボニー - 骸骨の子供リトル・ボニーとペットの骸骨犬マイティ・ドッグが登場するCGアニメ。2004年度は毎日放送されていたが、2005年度以降は不定期に放送。
- アイーダアイダ - さまざまな基本動作を組み合わせたダンス・エクササイズ。文部科学省との共同開発。（2005年度 - ）
- しゅうぞう・ちひろとみんなでボールであそぼ！ - しゅうぞう（松岡修造）とちひろ（宮谷千尋）ら子供たちがさまざまなボール遊びをする。2007年度はしゅうぞうとちひろのみの出演だったが、2008年度より新たに3人の子供たちが加わった。（2007年度 - 。金曜日のみ）
- 歌舞伎なりきりわざくらべ - 市川染五郎出演。「かぶきたいそう」第2弾。（2007年度1月 - ）
- ケインのたいそう - ケインはじめ出演者たちが36のうごきに基づいた動作の体操をする。原則としてオープニングにて放送。（2008年度 - ）
- ほぐそう - あかりがからだをほぐす体操を実演する。体操はピラティスとベリーダンスの2種類。（2008年度 - ）
- かもしれないたいそう - コンドルズの近藤良平があかり・あつきと共に不思議な体操をする。（2008年度 - ）
- ちょっくらたいそう - 羽崎泰男とあつきがちょっとした体操をする。（2008年度 - 。金曜日のみ）

### 2007年度以前に放送されていたコーナー
- 達人に学ぶ - 「たのもう」の前身コーナー。パイロット版で放送。
- （小林十市） - コーナー名は無し。暮らしの中の行動をバレエ風にする。（2004年度）
- きょうの作法 - ケインとあいがさまざまな作法（「箸の使い方」など）を指導する。2004年度は毎日放送されていたが、2005年度以降は放送は不定期。
- ほぐしあそび - あいとせいしろう（2005年度まではあいとたいき）が一緒にからだをほぐすいろいろな「ほぐしあそび」を紹介。小澤直子監修。（2004年度 - 2006年度）
- ゴーゴー☆ゴムだん‐ゴムとびに挑戦。（2005年度 - 2006年度。2006年度は金曜日のみ）
- きょうのサムライ - 侍の一挙一動を指導。（2005年度 - 2006年度。火曜日、木曜日）
- 禅の作法 - 禅の作法を指導。（2006年度。月曜日、水曜日）
- いざやカブかん! - 市川染五郎出演。歌舞伎のいろいろな動きを歌にした「かぶきたいそう」の演技。（2005年度1月 - 2007年度1月）
- こんどうさんちのたいそう - コンドルズの近藤良平が不思議な体操を歌い、紹介。コンドルズのメンバーも出演。ロケでは雷門、アイスランド（ブルーラグーン）、フィリピン（マニラ）、タイ、イギリス（ロンドン）、イタリア（ローマ）など。作曲は近藤良平、歌・振付は近藤良平・近藤燈子が担当。（2005年度 - 2007年度）
- ほねほねワルツ - ほね組 from AKB48が歌う歌とダンス。体すべての骨を歌う。（2006年度11月 - 2007年度。2007年度は火 - 木曜日）
- 己を守る - 沖縄に伝わる上地流空手の型をケインと地元の子供たちが表現する。ナレーションは夏八木勲。（2007年度。月曜日、火曜日）
- きょうの茶道 - たいきとあかりが茶道の作法を実演する。指導は倉斗宗覚（裏千家）。ナレーションは中村玉緒。（2007年度。水曜日、木曜日）
- 手ぬぐいおじさんがゆく - 手ぬぐいを使った遊びを通じて、子供たちと手ぬぐいおじさん（羽崎泰男）が勝負をする。（2007年度。金曜日のみ）

## 歌のコーナー
番組の後半に、体を使う体操の歌コーナーがあった。
1. アイーダアイダ
  - 作詞：日暮真三  作曲：ジェイク・シマブクロ  歌：神谷えり  振り付け：近藤良平
2. いざやカブかん！
  - 作詞：鈴木英一  作曲：村治崇光  歌：村治崇光  台詞：市川染五郎 振り付け：松本錦升
3. 歌舞伎なりきりわざくらべ

## あさだ!からだ!
2009年3月30日から2010年3月26日まで放送された5分番組。内容は『からだであそぼ』の2006年度 - 2008年度の内容を再編集したもののほか、一般の子供たちが遊ぶ様子なども放送する。放送時間は月曜日から金曜日の7:35 - 7:40。

### コーナー
- 36のうごき
- アイーダアイダ
- こんどうさんとたいそう！ - 『こんどうさんちのたいそう」と『かもしれないたいそう』を放送
- カイジくんがおどる - 『カイジくんのうごき36』と『踊る内臓』を放送
- リトルボニー
- しゅうぞう・ちひろとみんなでボールであそぼ！（金曜日のみ）
- かぶきたいそう - 『歌舞伎なりきりわざくらべ』もしくは『いざやカブかん！』を放送（金曜日のみ）
- たのもう - 不定期に放送。月曜日から金曜日までの5回分で1シリーズが完結するように再編集されている。このコーナー放送時は「36のうごき」と「しゅうぞう・ちひろとみんなでボールであそぼ！」が休止される。

## スタッフ
- 構成 - そーたに
- ロゴデザイン - ナガクラトモヒコ
- ヘアデザイン - 宮森隆行
- コスチューム・セットデザイン - ひびのこづえ
- コスチューム制作 - 武田園子
- 影絵 - 人形劇団プーク
- 音楽 - ロバの音楽座、日下義昭、河崎亜美、JETT.A、髙野正樹、川瀬浩介
- 振付 - 近藤良平、KAIJI
- ほぐしあそび指導 - 小澤直子
- 今日のサムライ指導 - 林邦史朗
- 禅の作法指導 - 中野尚之
- ケインのたいそう指導 - たにぞう
- ほぐそう指導 - 新井亜樹、青木香葉
- 京劇監修 - 李墨
- からだのうごき監修 - 中村和彦

リトルボニー
- キャラクターデザイン - ディビット・ホーヴァス
- アニメーション制作 - スリー・ディ

## パイロット
2004年1月1日・2日 16:05 - 16:20